# Proustia
Proustia Lag., 1811 è un genere di piante angiosperme dicotiledoni della famiglia delle Asteraceae.

## Descrizione

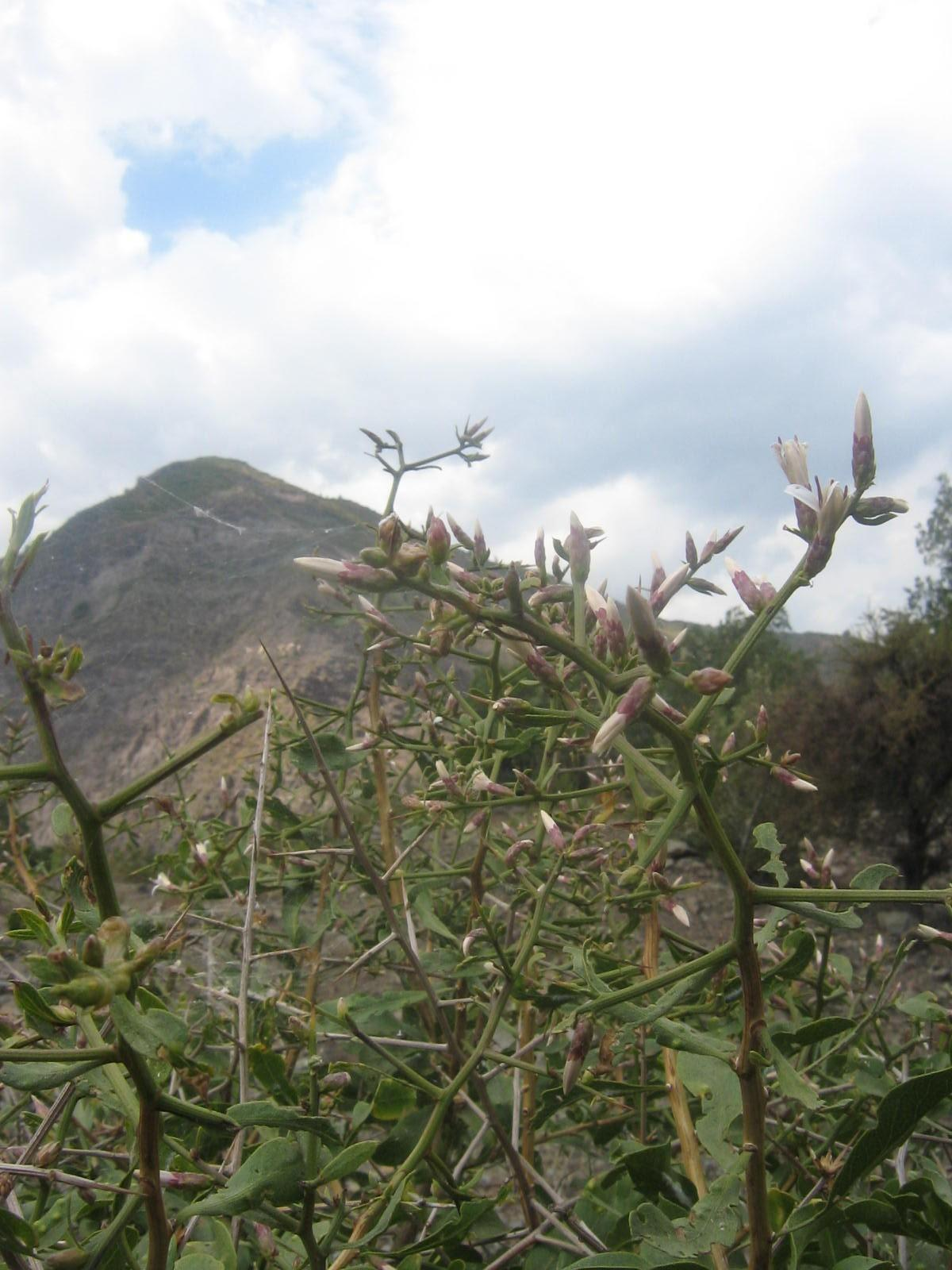
Il portamento
Proustia cuneifolia

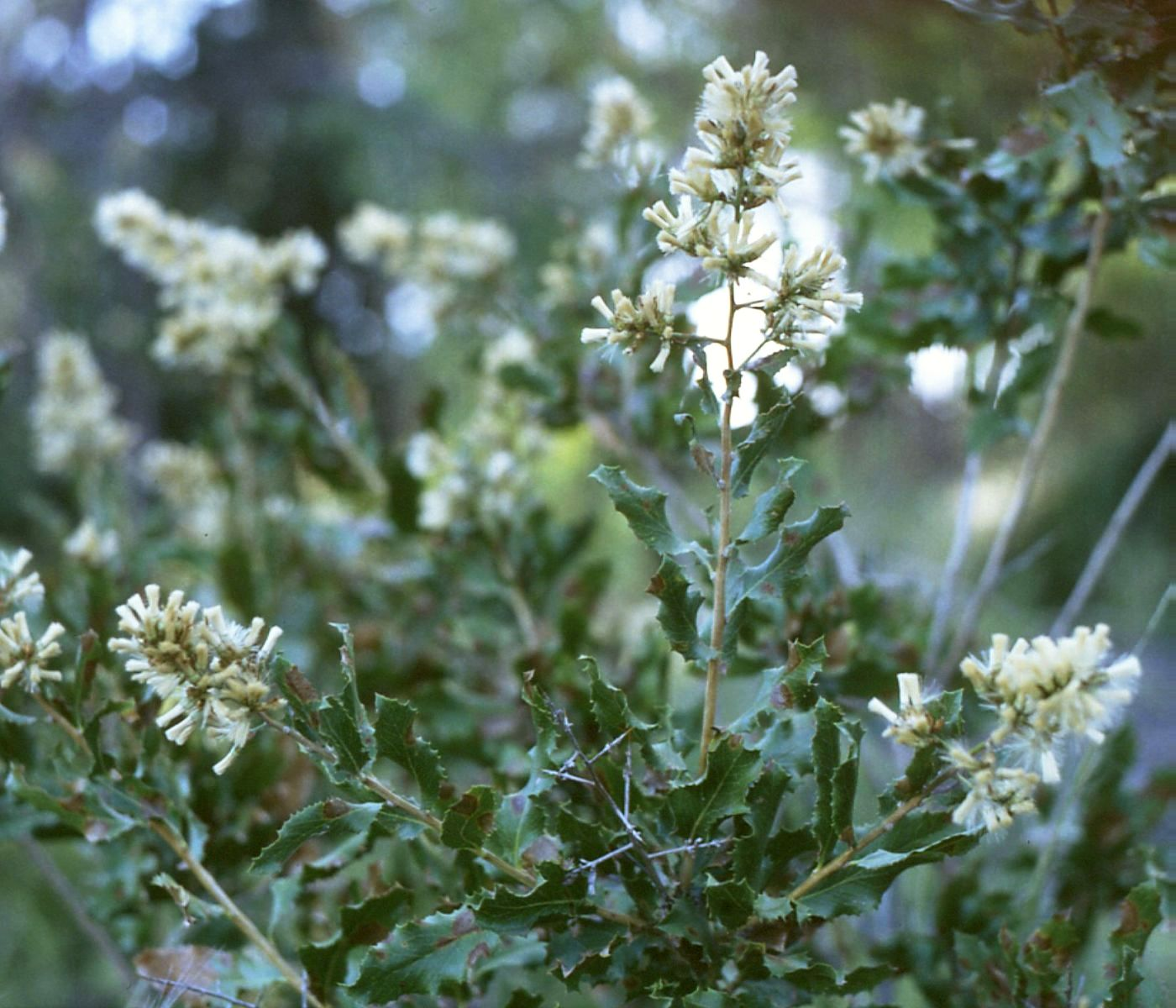
Le foglie
Proustia cuneifolia

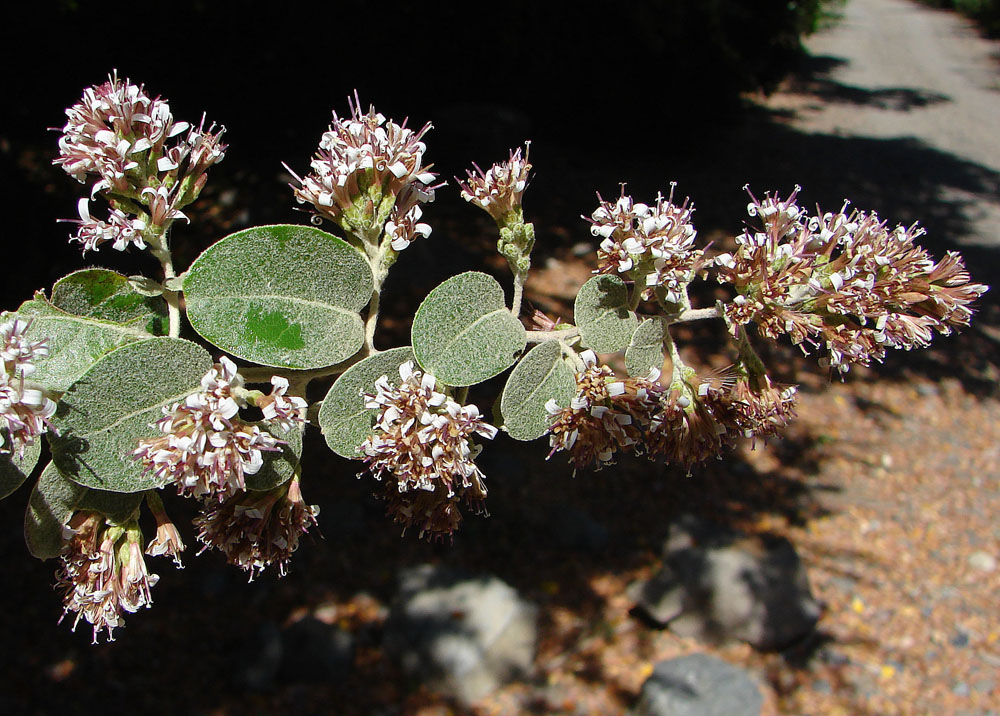
Infiorescenza
Proustia pyrifolia

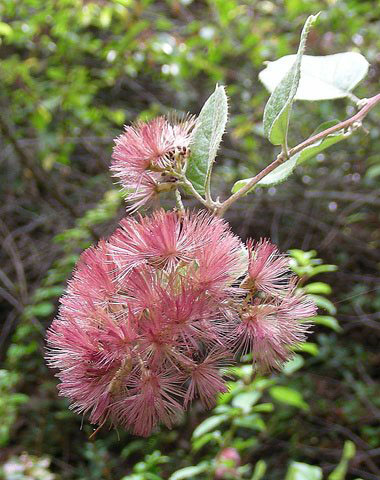
I frutti
Proustia pyrifolia

Le specie di questo gruppo hanno un habitus perenne, eretto arbustivo, rampicante tipo viticci o (raramente) arboreo. Sono prive di lattice. I fusti sono provvisti oppure no di spine.
Le foglie lungo il caule sono disposte in modo alternato. La lamina fogliare, semplice e intera, ha varie forme: ellittica, ovata o oblunga. I bordi sono denticolati o dentato-spinosi.
Le infiorescenze sono composte da capolini raccolti in formazioni racemose o panicolate. I capolini, eretti o pendenti, sessili o peduncolati, sono omogami e sono formati da un involucro a forma campanulata composto da brattee (o squame) all'interno delle quali un ricettacolo fa da base ai fiori (pochi). Le brattee, simili a foglie, disposte su alcune serie in modo embricato sono di vario tipo e consistenza. Il ricettacolo a forma piatta è nudo (senza pagliette).
I fiori sono tetraciclici (a cinque verticilli: calice – corolla – androceo – gineceo) e in genere pentameri (ogni verticillo ha 5 elementi). I fiori sono ermafroditi, fertili e profumati.
- Formula fiorale:

*/x K {\displaystyle \infty }, [C (5), A (5)], G 2 (infero), achenio
- Calice: i sepali del calice sono ridotti ad una coroncina di squame.
- Corolla: in genere le corolle sono bilabiate: il labbro esterno ha tre grandi denti, quello interno ha due denti.. Le corolle sono colorate di rosa o porpora.
- Androceo: l'androceo è formato da 5 stami con filamenti liberi e antere saldate in un manicotto circondante lo stilo.[10] Le antere in genere hanno una forma sagittata con appendici apicali acute. Le teche sono calcarate (provviste di speroni) e provviste di code. Il polline normalmente è tricolporato a forma sferica (può essere microechinato).
- Gineceo: il gineceo ha un ovario uniloculare infero formato da due carpelli.[10] Lo stilo è unico e con due stigmi. Gli apici degli stigmi sono troncati e sono ricoperti da piccole papille o in qualche caso da peli penicillati. L'ovulo è unico e anatropo.

I frutti sono degli acheni con pappo. La forma degli acheni è fusiforme; le pareti sono ricoperte da 4 coste (raramente sono presenti dei rostri) e sono glabre (o eventualmente setolose). Il carpoforo (o carpopodium) è uno stretto anello o corto cilindro oppure è assente. Il pappo (raramente è assente) è formato da setole disposte su 2 serie, sono barbate o piumose del tutto o a volte sono subpiumose solo apicalmente, ed è direttamente inserito nel pericarpo o connato in un anello parenchimatico posto sulla parte apicale dell'achenio. Il pappo è colorato di giallo o rosa.

## Biologia
- Impollinazione: l'impollinazione avviene tramite insetti (impollinazione entomogama tramite farfalle diurne e notturne).
- Riproduzione: la fecondazione avviene fondamentalmente tramite l'impollinazione dei fiori (vedi sopra).
- Dispersione: i semi (gli acheni) cadendo a terra sono successivamente dispersi soprattutto da insetti tipo formiche (disseminazione mirmecoria). In questo tipo di piante avviene anche un altro tipo di dispersione: zoocoria. Infatti gli uncini delle brattee dell'involucro si agganciano ai peli degli animali di passaggio disperdendo così anche su lunghe distanze i semi della pianta.

## Distribuzione e habitat
Le specie di questo gruppo sono distribuite nel Sudamerica (Argentina, Bolivia, Cile e Perù). Queste specie sono elementi caratteristici delle foreste andine cilene e argentine, dei boschetti e delle macchie del deserto.

## Tassonomia
La famiglia di appartenenza di questa voce (Asteraceae o Compositae, nomen conservandum) probabilmente originaria del Sud America, è la più numerosa del mondo vegetale, comprende oltre 23.000 specie distribuite su 1.535 generi, oppure 22.750 specie e 1.530 generi secondo altre fonti (una delle checklist più aggiornata elenca fino a 1.679 generi). La famiglia attualmente (2021) è divisa in 16 sottofamiglie.

### Filogenesi
La sottofamiglia Mutisioideae, nell'ambito delle Asteraceae occupa una posizione "basale" (si è evoluta precocemente rispetto al resto della famiglia) ed è molto vicina alla sottofamiglia Stifftioideae. La tribù Nassauvieae con la tribù Mutisieae formano due "gruppi fratelli" ed entrambe rappresentano il "core" della sottofamiglia.
Il genere Proustia nell'ambito della tribù Nassauvieae, da un puto di vista filogenetico ed evolutivo, occupa una posizione tarda e possiede una morfologia insolita e caratteristica all'interno della tribù: insieme al genere Lophopappus (formano un "gruppo fratello") rappresenta il "core" della tribù e condividono alcune caratteristiche insolite dello stilo e della corolla. Una specie affine a quella di questa voce è Lophopappus che differisce per i capolini, la mancanza di spine sui rami corti e il colore della corolla (biancastro).
I caratteri distintivi per le specie di questo genere sono:
- il portamento delle specie è arbustivo o consiste in piccoli alberi;
- sono presenti sia brachiblasti che macroblasti spesso spinati;
- le corolle sono bilabiate;
- gli stigmi dello stilo sono dorsalmente papillosi.

Un recente studio ha analizzato la posizione filogenetica di alcune specie di questo genere. Sembra che Proustia pyrifolia sia in rapporto parafiletico con le specie di Lophopappus. Inoltre la specie Proustia ilicifolia non risulta appartenere al gruppo Proustia per cui viene proposto un nuovo genere per questa specie (Spinoliva).
Proustia è diviso in due sezioni:
- Proustia sect. Proustia - Caratteristiche: il portamento delle specie è arbustivo-eretto; le spine sono distanti dalle infiorescenze; i capolini sono raccolti in racemi o in glomeruli apicali. Specie principale: P. pyrifolia.
- Proustia sect. Harmodia D.Don, 1830 - Caratteristiche: il portamento delle specie è arbustivo-rampicante; i rami hanno delle spine fra i piccioli delle foglie; i capolini sono raggruppati in glomeruli tirsoidi. Specie principale: P. cuneifolia.

Il numero cromosomico delle specie di questo genere è: 2n = 52 e 54.

### Elenco specie
Questo genere comprende le seguenti 4 specie:
- Proustia berberidifolia (Cabrera) Ferreyra
- Proustia cuneifolia  D.Don
- Proustia peruviana  (Cabrera) Ferreyra
- Proustia pyrifolia  DC.